# Poly(3-hexylthiophen-2,5-diyl)
Poly(3-hexylthiophen-2,5-diyl), auch Poly(3-hexylthiophen), abgekürzt P3HT, ist ein Polymer aus der Gruppe der Polythiophene und ein organischer p-dotierter-Halbleiter. 
Mögliche Anwendungen liegen in der Verwendung entsprechend optimierter und aufbereiteter Polymere als Teil der photoaktiven Schicht von organischen Solarzellen in der organischen Photovoltaik oder als halbleitende Schicht in organischen Feldeffekttransistoren.